# Rumové koule
Rumové koule (také známý jako romkugler) je tradiční dánský dezert z piškotů nebo ovesných vloček, cukru, kakaa a dalších ingrediencí, ochucený rumem, popřípadě rumovým aroma. Rumové koule byly původně vynalezeny dánskými pekaři. V Česku jsou známé jako tradiční nepečené vánoční cukroví. Rumová koule je obvykle o něco větší než marcipánový brambor. V Dánsku se stejně jako v Česku tradičně posypávají strouhaným kokosem, v Německu čokoládovým posypem. V Česku je oblíbená varianta s rozinkou uprostřed rumové koule. Rozinky se přitom nechávají namočené v rumu několik dní před samotnou přípravou, aby nasály rum. V Česku je zvykem používat při výrobě rumových koulí tuzemský rum.